# 표류단지
《표류단지》(일본어: 雨を告げる漂流団地)는 펭귄 하이웨이, 울고 싶은 나는 고양이 가면을 쓴다의 스튜디오 콜로리도와 넷플릭스의 독점 계약 3부작 중 첫 번째 작품인 일본의 오리지널 애니메이션이자 극장판 애니메이션이다. 공개일은 2022년 9월 16일이다.

## 등장인물

### 주역
- 쿠마가야 코스케 - 타무라 무츠미
- 토나이 나츠메 - 세토 마사미

### 조역
- 놋포 - 무라세 아유무
- 타치바나 유즈루 - 야마시타 다이키
- 코이와이 타이시 - 코바야시 유미코
- 하바 레이나 - 미나세 이노리
- 안도 주리 - 하나자와 카나

## 참고 사항
- 일본어 화면 해설 옵션을 켜면 음성 가이드 성우가 노토 마미코다.